# 伊藤正裕
伊藤正裕（いとう まさひろ、1983年9月5日 - ）は、実業家、元・株式会社ヤッパ社長、元・ 株式会社ZOZOテクノロジーズ社長。前 株式会社ZOZO取締役COO。現 株式会社パワーエックス取締役兼代表執行役社長CEO。

## 人物・来歴
1983年（昭和58年）
9月 - 伊藤ハムの創業者の伊藤傳三の孫として生まれる。
2000年（平成12年）
12月 - 大阪インターナショナル・スクール在学中に、17歳で株式会社ヤッパ（現 ZOZOテクノロジーズ）を設立。Javaベースの3Dをコアとしたソリューション及びサービスを、自動車、電機、小売、通信、出版業界等へ販売開始する。設立時の称号は株式会社ヤッパ。社名の由来は「やっぱり」の「やっぱ」から。
2004年（平成16年）
7月 - 第29回経済界大賞 青年経営者賞受賞。
2005年（平成17年）
日本ファッション協会主催　日本クリエイション大賞2005 - 企業奨励賞受賞。
2014年（平成26年）
7月 - 株式会社スタートトゥデイ（現 株式会社ZOZO）にヤッパの発行済みの全株式を売却し、同年10月に同社の傘下入りした。
2015年（平成27年）
12月 - 株式会社ヤッパを改称した株式会社スタートトゥデイ工務店（現 株式会社ZOZOテクノロジーズ）社長CEOに就任。
2017年（平成29年）
6月 - 株式会社ZOZO 開発担当取締役に就任。PB事業や計測技術（ZOZOSUIT）の開発などを担当。
2019年（令和元年）
9月 - 株式会社ZOZOとYahoo! JAPANとの間で資本業務提携契約が締結され、取締役COOに就任。
2020年（令和2年）
2月 - スマホで簡単に足の3Dサイズが計測できる「ZOZOMAT」を開発、ZOZOTOWN上でのサービスを開始。
2020年（令和2年）
10月 - より精緻な身体3Dモデルの生成を実現した3D計測用ボディースーツ「ZOZOSUIT 2」を発表。
2021年（令和3年）
1月 - スマホでフェイスカラーの計測が可能な「ZOZOGLASS」を発表。ZOZOTOWN上のコスメ専門モール「ZOZOCOSME」の3月18日オープンを発表。
2021年（令和3年） 3月 - 株式会社パワーエックスを創業
2022年（令和4年） 2月 - 株式会社スノーピークの社外取締役に就任。
2023年（令和5年） 10月 - SUITS OF THE YEAR 2023「ビジネス部門」を受賞。
2024年（令和6年） 7月 - 任期満了のためスノーピークの社外取締役を退任。
2024年（令和6年） 7月 - 北海道函館市の函館市政策アドバイザーに就任。